# Sains-Richaumont
Sains-Richaumont är en kommun i departementet Aisne i regionen Hauts-de-France i norra Frankrike. Kommunen ligger  i kantonen Sains-Richaumont som ligger i arrondissementet Vervins. År 2022 hade Sains-Richaumont 939 invånare.

## Befolkningsutveckling
Antalet invånare i kommunen Sains-Richaumont
Referens: INSEE